# Herbert W. Taylor

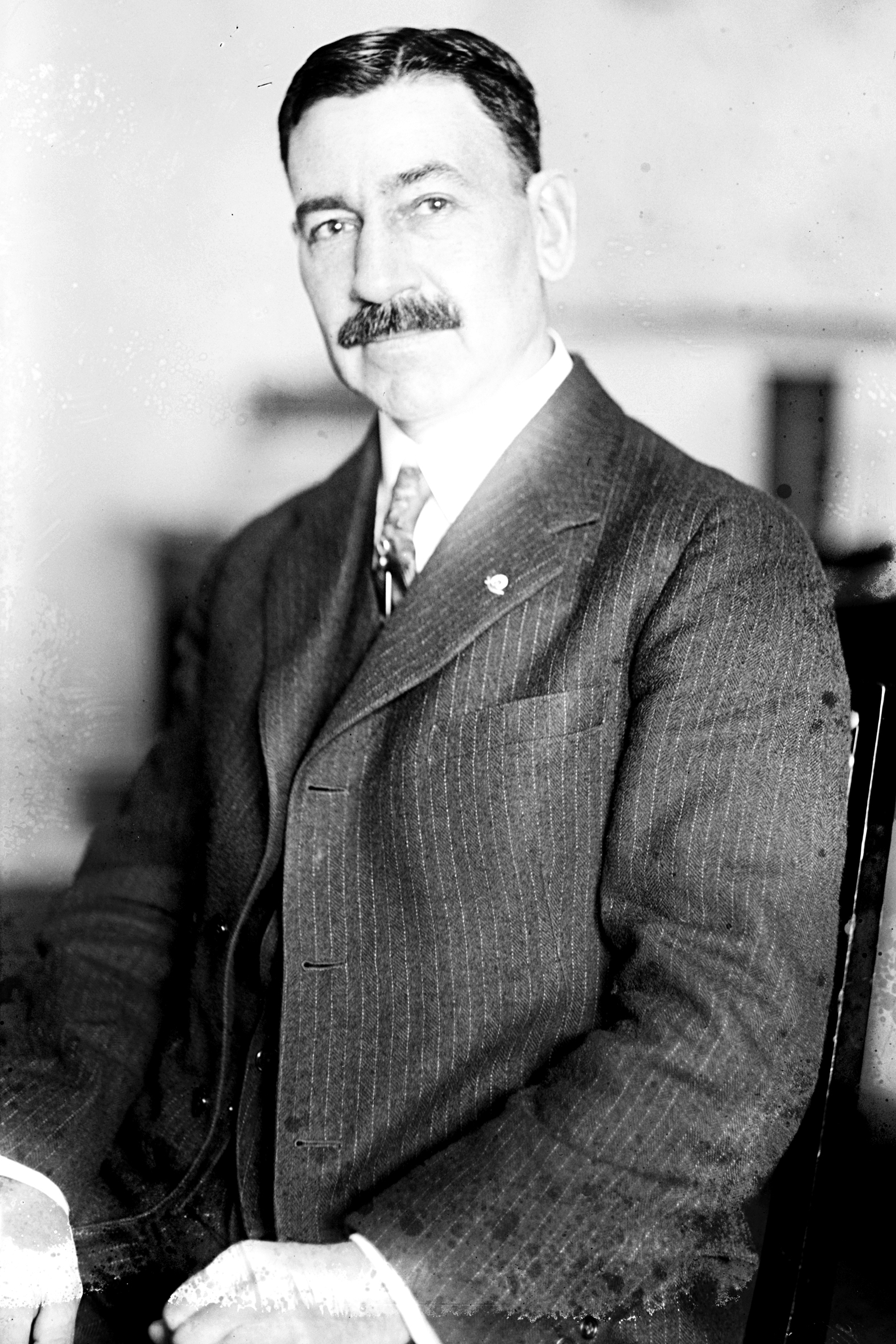
Herbert W. Taylor

Herbert Worthington Taylor (* 19. Februar 1869 in Belleville, New Jersey; † 15. Oktober 1931 in Newark, New Jersey) war ein US-amerikanischer Politiker. Zwischen 1921 und 1927 vertrat er zwei Mal den Bundesstaat New Jersey im US-Repräsentantenhaus.

## Werdegang
Herbert Taylor besuchte die öffentlichen Schulen seiner Heimat. Nach einem anschließenden Jurastudium an der City University of New York und seiner 1891 erfolgten Zulassung als Rechtsanwalt begann er in New York City in diesem Beruf zu arbeiten. Seit 1897 praktizierte er auch in Newark. Gleichzeitig schlug er als Mitglied der Republikanischen Partei eine politische Laufbahn ein. Zwischen 1899 und 1903 saß er im Stadtrat von Newark; in den Jahren 1904 und 1905 war er Abgeordneter in der New Jersey General Assembly. Von 1913 bis 1917 amtierte Taylor als Parteivorsitzender der Republikaner im Essex County. Im Juni 1916 nahm er als Delegierter an der Republican National Convention in Chicago teil, auf der Charles Evans Hughes als Präsidentschaftskandidat nominiert wurde. Von 1916 bis 1921 arbeitete er als County Counsel für die Bezirksverwaltung im Essex County.
Bei den Kongresswahlen des Jahres 1920 wurde Taylor im achten Wahlbezirk von New Jersey in das US-Repräsentantenhaus in Washington, D.C. gewählt, wo er am 4. März 1921 die Nachfolge von Cornelius Augustine McGlennon antrat. Da er im Jahr 1922 von seiner Partei nicht zur Wiederwahl nominiert wurde, konnte er bis zum 3. März 1923 zunächst nur eine Legislaturperiode im Kongress absolvieren. Danach arbeitete er wieder als Anwalt. Im Jahr 1924 wurde er erneut in den Kongress gewählt, wo er am 4. März 1925 Frank Joseph McNulty ablöste, der zwei Jahre zuvor seine Nachfolge angetreten hatte. Im Jahr 1926 wurde Taylor nicht wiedergewählt. Daher musste er am 3. März 1927 wieder aus dem Kongress ausscheiden.
Nach dem Ende seiner Zeit im US-Repräsentantenhaus betätigte sich Herbert Taylor wieder als Jurist in Newark, wo er am 15. Oktober 1931 verstarb.